# 유한결
유한결(1987년 9월 27일 ~ )는 대한민국의 희극 배우이다.

## 방송출연
- 개그 스타 (KBS2)
- 웃찾사 (SBS)